# Bovington Tank Museum
Bovington Tank Museum (Bovington stridsvagnsmuseum), formellt enbart "The Tank Museum", är ett pansarfordonsmuseum vid Bovington Camp i grevskapet Dorset, England. Museet har världens kanske största pansarfordonssamling (cirka 300 fordon), däribland många unika sådana, såsom världens första producerade stridsvagn Little Willie(en) och världens enda bevarade Tiger I-stridsvagn i körbart skick, Tiger 131(en).
Museet är registrerad som en välgörenhet och förlitar sig mycket på donationer.

## Historia
I slutet av första världskriget återvände man en del pansarfordon till fälten runtomkring det nuvarande museet. Planen var att man skulle använda dessa fordon i militärt utbildningssyfte. 1923 besökte Rudyard Kipling platsen och föreslog att man skulle bygga ett museum. Hans resonemang var att det var viktigt att man gjorde mer för att preservera dessa viktiga fordon. Detta resulterade i att man letade upp det förråd där man kunde bevare fordonen och med tiden lade man till fler och fler fordon till samlingen.
Insamling av fordon fortsatte och 1947 öppnade museet till allmänheten, med cirka 2500 besökare det året. Samlingens storlek har utökats med tiden och i modern tid är museet ett av de största försvarsfordonsmuseerna i värden, med cirka 300 fordon. Museet har blivit mycket populärt online för sin unika fordonsamling, till stor del på grund av massiva onlinespel såsom World of Tanks och War Thunder, vilka har populariserat pansarhistoria till en bredare folkmassa. Museet driver därför en populär youtubekanal där de publicerar videor om fordonen i dess samling och deras historia.

## Fordonssamling (urval)
Museet har en mycket stor samling fordon och fordonsdelar (kanontorn, skrov, vapen, etc), cirka 300 större objekt, varav enbart en mindre del är utställda i museets allmänna hallar. Flertalet är magasinlagrade eller utställda utomhus på olika platser.

### Frankrike
- Renault FT

### Nazityskland
- Jagdpanther
- Jagdtiger

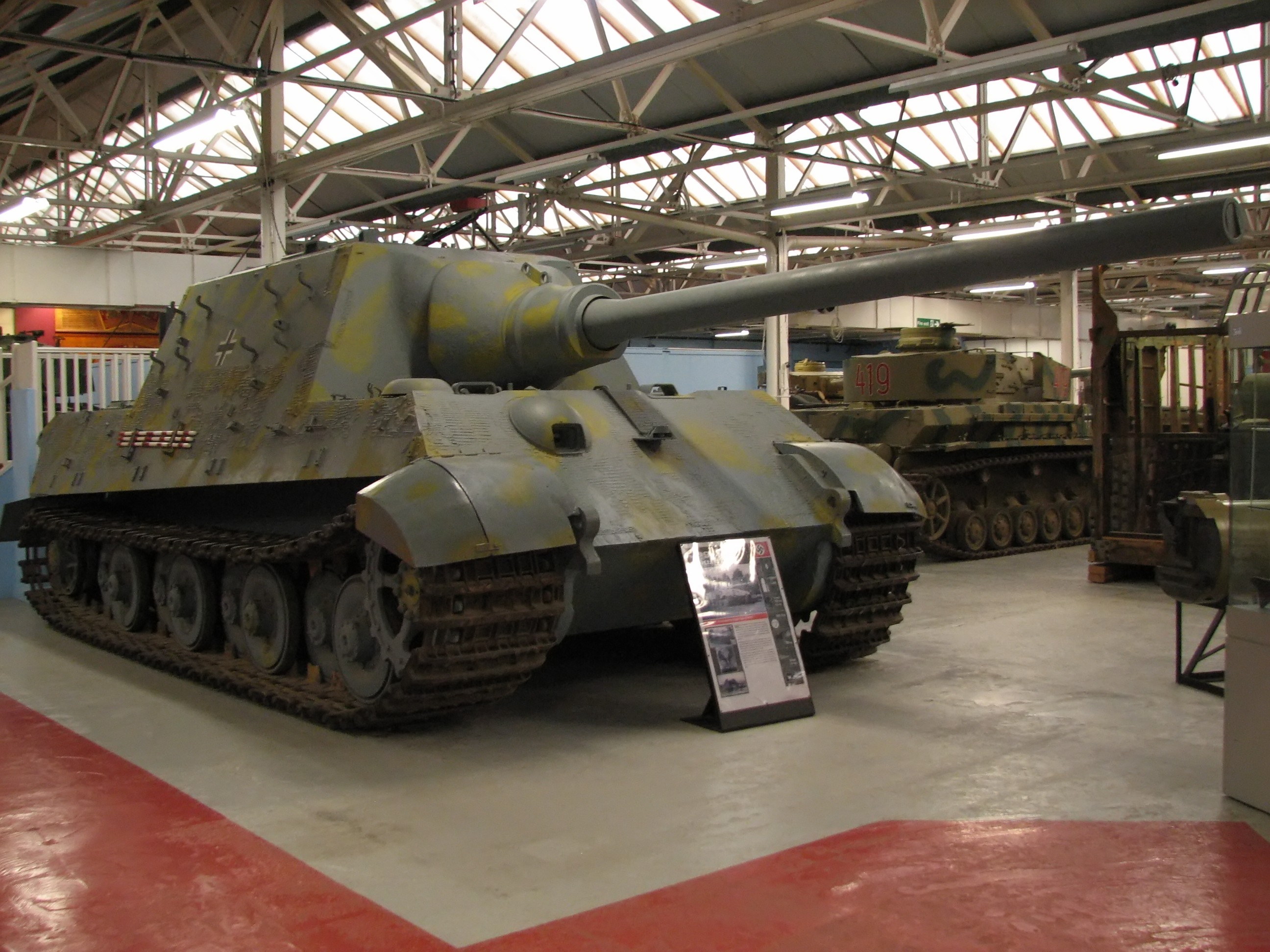
Jagdtiger utställd på Bovington.

- Panzerkampfwagen I (eldledningsvagn)
- Panzerkampfwagen II
- Panzerkampfwagen III
- Panzerkampfwagen IV
- Panzerkampfwagen V Panther
- Panzerkampfwagen VI Tiger, Tiger 131(en) (världens enda bevarade Tiger I i körbart skick)
- Panzerkampfwagen VI Königstiger (bland annat världens enda bevarade Tiger II med förproduktionstorn)

### Sovjetunionen
- T-34
- T-34/85
- T-72

### Storbritannien
- Centurion (av flera modeller)
- Cheiftain (av flera modeller)

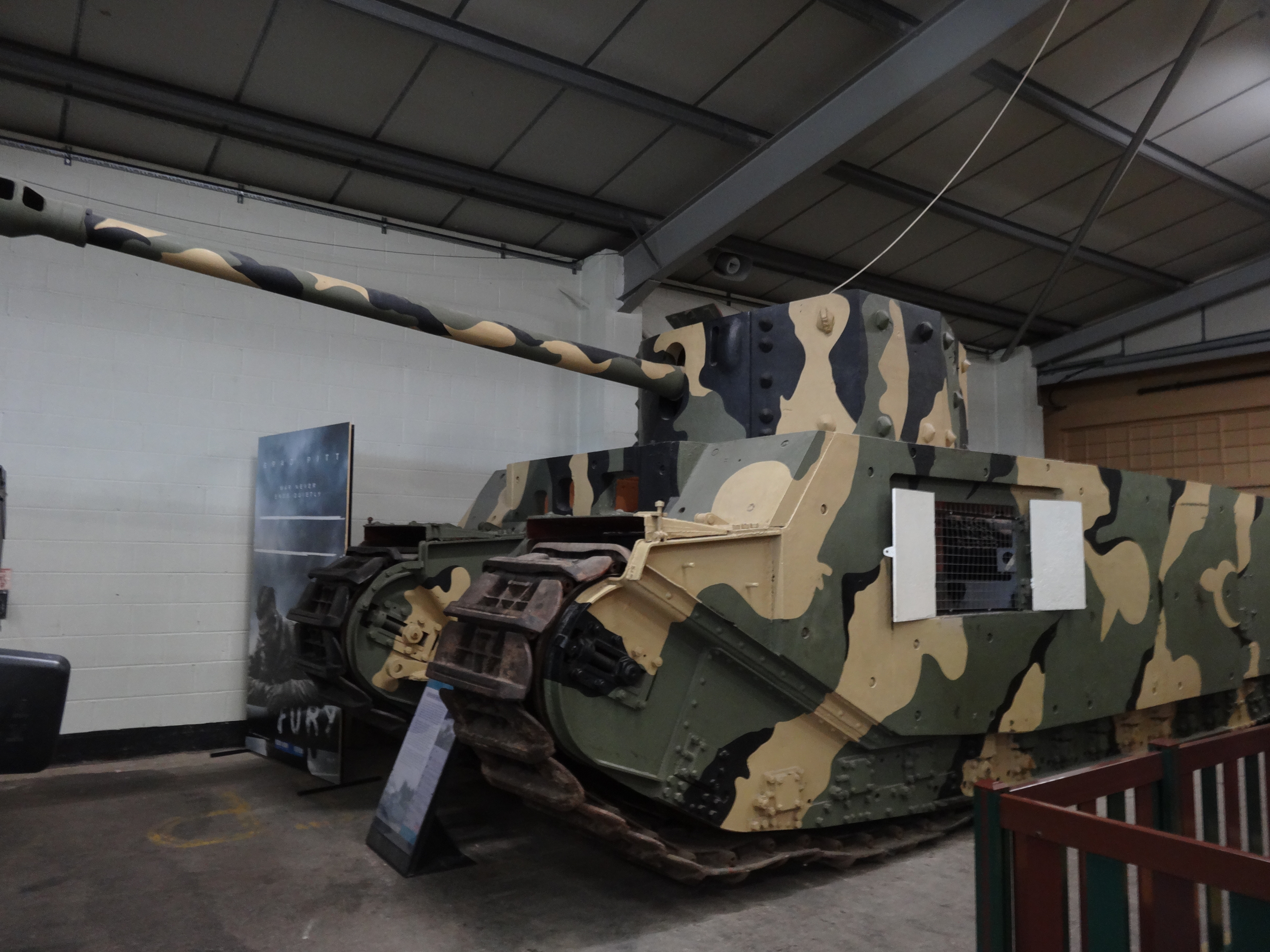
TOG II i Bovingtons samling.

- Richard Hornsby & Sons(en) bandtraktor (museets äldsta fordon, inköpt av brittiska armén 1909)
- Little Willie(en) (världens första producerade stridsvagn)
- Matilda II
- Medium Mark A Whippet
- Tank Mark I (världens enda bevarade Tank Mark I)
- Tank Mark II (världens enda bevarade Tank Mark II)
- Tank Mark IV (världens enda bevarade Tank Mark IV i körbart skick)
- Tank Mark V
- TOG II(en)

### Sverige
- Infanterikanonvagn 91
- Stridsvagn 103C
- Viking/BvS 10

### USA
- M3A1 Stuart
- M4 Sherman (av flera modeller)
- M4A2E8 Sherman 'Fury' (Sherman-vagnen benämnd "Fury" som användes 2014 i filmen vid samma namn)
- M548

## Galleri

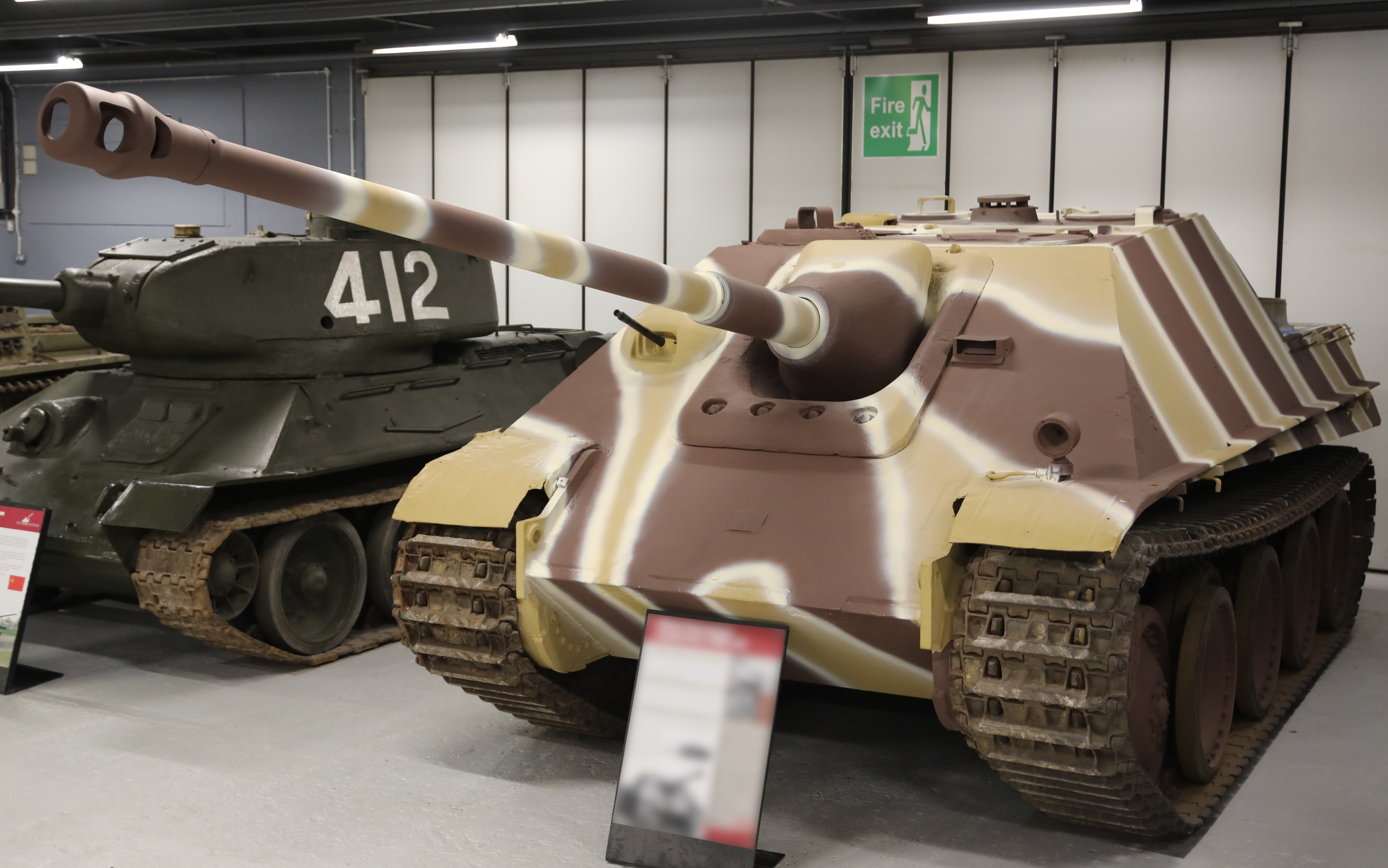
Jagdpanter
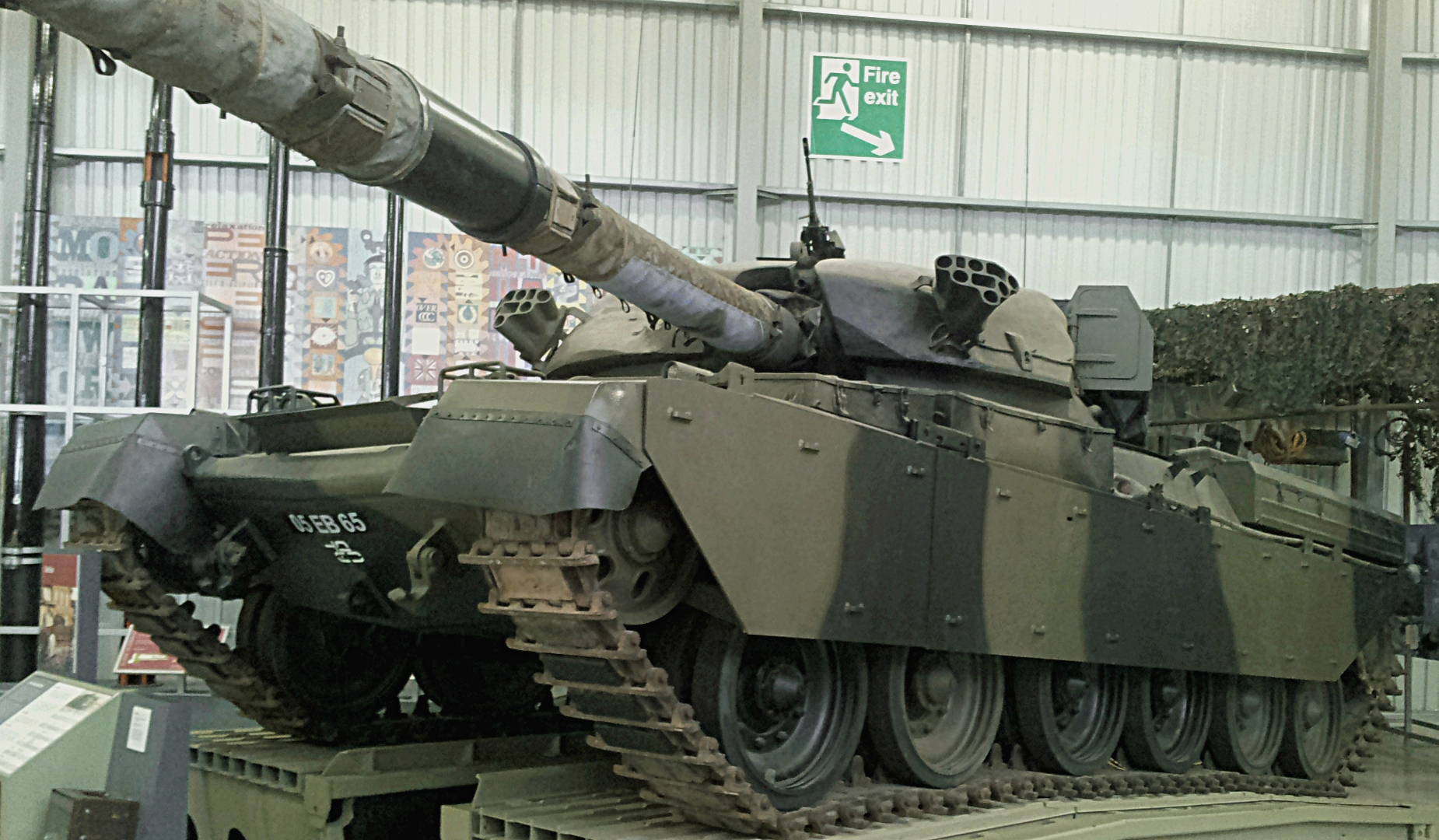
Cheftain
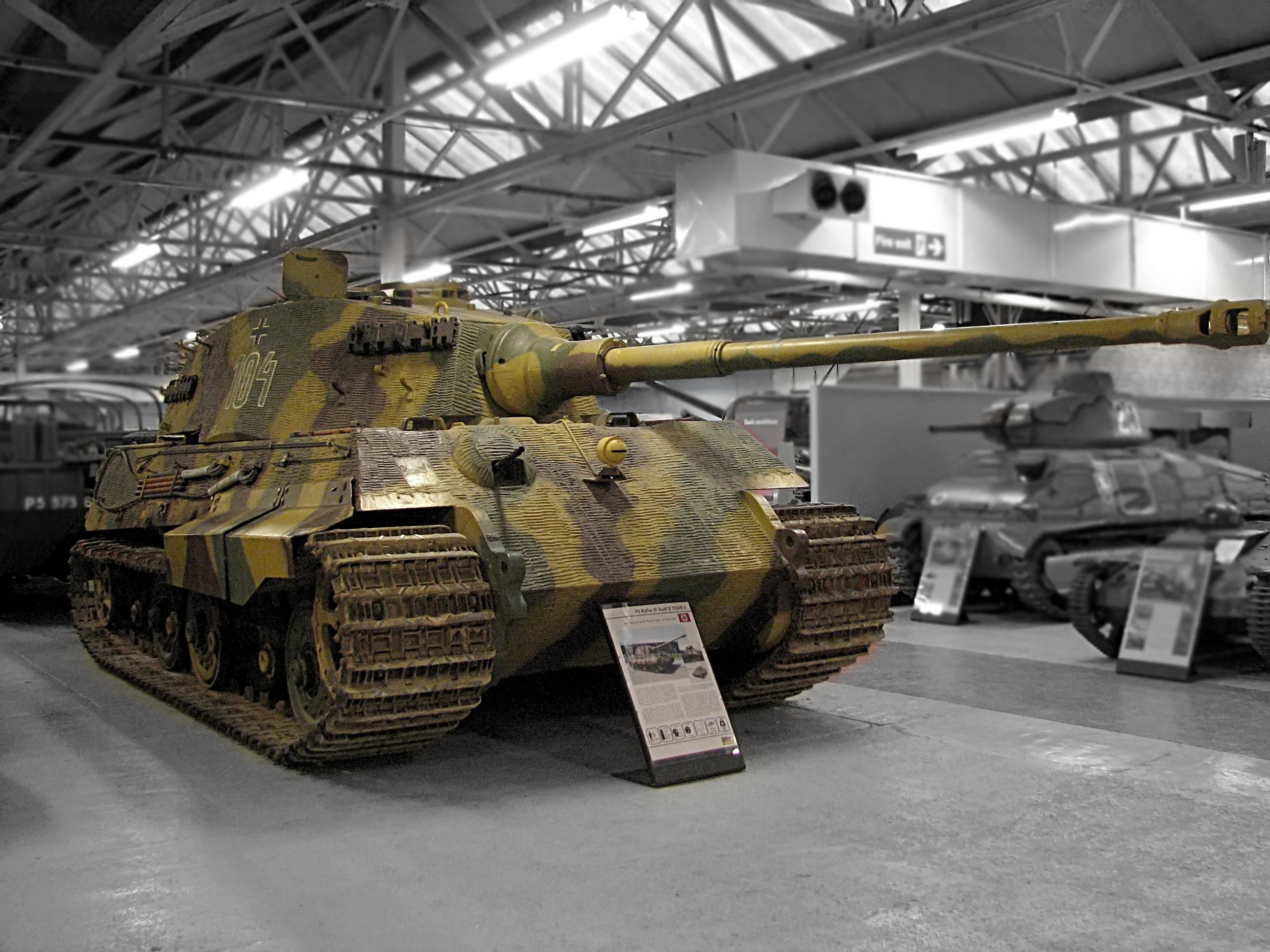
Tiger 2
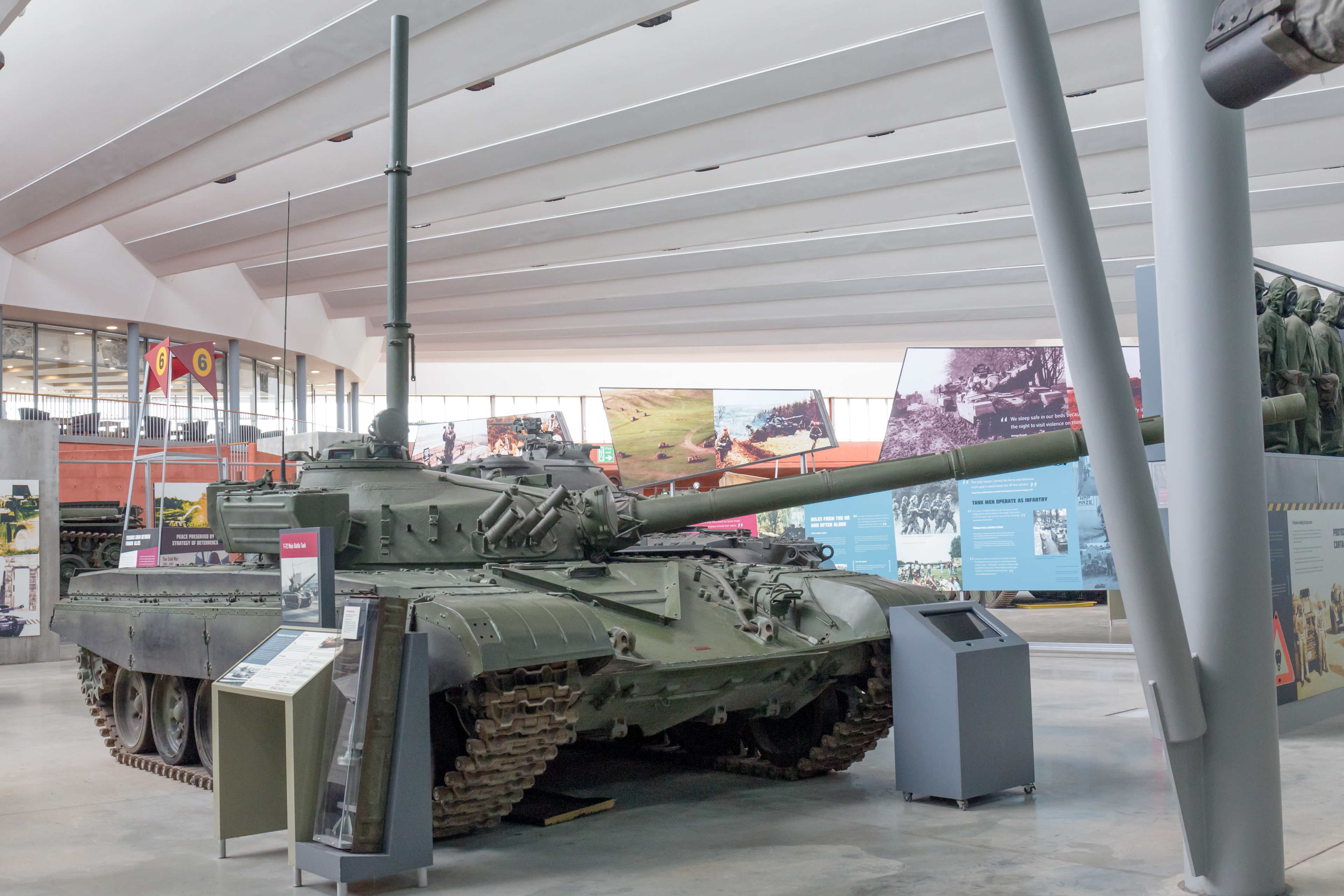
T-72

### Museets webbplatser
- Museets officiella webbplats
- Museets officiella nätbutik
- Museets officiella företagskanal på Youtube
- Museets officiella företagskonto på Instagram
- Museets officiella företagskonto på Twitter